# Koras
Koras, właściwie Marcin Grzegorz Korczak (ur. 25 sierpnia 1978) – polski raper i producent muzyczny. Członek grup muzycznych ZIP Skład, Zipera, oraz Pokój z Widokiem na Wojnę.
Karierę rozpoczął wraz z Fu w zespole Ko1fu. Pierwszy album, Chleb powszedni, wydał wraz z ZIP Składem we wrześniu 1999. razem z Ziperą wydał trzy płyty. Debiutancka piosenka zespołu Pokój z Widokiem na Wojnę (tworzy go wraz z Jurasem), znajduje się na kompilacji Mixtape Prosto wydanej przez DJ Deszczu Strugi.

## Wybrana dyskografia
Kompilacje różnych wykonawców
| Album                         | Rok  | Utwór | Źródło |
| ----------------------------- | ---- | --- | ------ |
| Radio Ewenement 5 G Fm        | 2001 | Koras - "Koncept" Cyklon, Daf, Pono, WNB, Molesta Ewenement, GRZ, Koras - "Jedenastu"                                     | [ 2 ]  |
| Prosto Mixtape Deszczu Strugi | 2006 | Jędker, Felipe, Sokół, Mieron, Koras, Kali, Fu, Suja - "Jedziesz 1"                                                       | [ 3 ]  |
| Prosto Mixtape 600V           | 2010 | Elfue, KaeN, Doz, Koras, Sid, Młody Biały, Zdycha, Karlos, Sokół, Elvis, Jacol, Fu, Juras, Kowal - "U nas na śródmieściu" | [ 4 ]  |
| Prosto Mixtape Kebs           | 2012 | Diox, Koras - "Myśl pozytywnie (Prosto Remix)" Vienio, Koras, Pyskaty, Hania - "Murek"                                    | [ 5 ]  |
| Prosto Mixtape IV             | 2015 | Hades, Koras - "Biała flaga"                                                                                              | [ 6 ]  |

Występy gościnne
| Album                                   | Rok  | Utwór | Źródło |
| --------------------------------------- | ---- | --- | ------ |
| WhiteHouse - Kodex                      | 2002 | "Z dala od zgiełku" (gościnnie: WWO, Koras)                                                                                 | [ 7 ]  |
| WWO - Witam was w rzeczywistości        | 2005 | "Wielcy bandyci" (gościnnie: Juras, Koras)                                                                                  | [ 8 ]  |
| Bez Cenzury - Klasyk                    | 2006 | "Reprezentuję siebie" (gościnnie: JWP Maffia, THS Klika, Juras, Wigor, Sokół, Jacenty, Lui, Hemp Gru, Ko1Fu, Pyskaty, Yogi) | [ 9 ]  |
| Molesta Ewenement - Nigdy nie mów nigdy | 2006 | "Dla społeczeństwa" (gościnnie: Koras)                                                                                      | [ 10 ] |

## Teledyski
| Tytuł | Rok  | Reżyseria                                     | Album               | Źródło |
| --- | ---- | --------------------------------------------- | ------------------- | ------ |
| Hemp Gru - "Życie Warszawy" / "Zjedz skręta" (gościnnie: Koras, Romeo, Pono, Felipe, Ero)                             | 2006 | —                                             | Klucz               | [ 11 ] |
| Elfue, Kaen, Doz, Koras, Sid, Młody B, Zdycha, Karlos, Sokół, Elvis, Jacol, Fu, Juras, Kowal - "U nas na śródmieściu" | 2010 | Wal&Gura                                      | Prosto Mixtape 600V | [ 12 ] |
| Vienio, Koras, Pyskaty - "Murek"                                                                                      | 2012 | Piotr "Vienio" Więcławski, Sebastian Jaworski | Prosto Mixtape Kebs | [ 13 ] |

## Filmografia
| Tytuł   | Rok  | Uwagi                                      | Źródło |
| ------- | ---- | ------------------------------------------ | ------ |
| "Chaos" | 2006 | film fabularny, reżyseria: Xawery Żuławski | [ 14 ] |